# Wędryńka
Wędryńka (czes. Wendryňka) – potok płynący w Czechach na granicy Beskidu Śląskiego z Pogórzem Cieszyńskim, prawobrzeżny dopływ Olzy.
Bierze początek z kilku źródeł, usytuowanych na wysokości ok. 560–580 m n.p.m. na południowo-zachodnich zboczach góry Ostry (709 m n.p.m.) w północnej części Pasma Stożka i Czantorii, na terenie wsi Wędrynia. Część z tych źródeł jest ujęta w drewniane korytka. Potok spływa początkowo ku południowemu zachodowi, a później ku północnemu zachodowi, okrążając od południa wzgórze Vavřkova hora (530 m n.p.m.). Następnie ponownie skręca ku południowemu zachodowi. Tu, niedaleko kościoła farnego, na wysokości ok. 345 m n.p.m., z prawego brzegu przyjmuje swój najbardziej znaczący dopływ, potok Vápeník, spływający spod Małego Ostrego. W dolnej części Wędryni znów wykręca ku północnemu zachodowi, po czym na wysokości ok. 307 m n.p.m. uchodzi do Olzy.
Tok na całej długości bardzo kręty, w znacznej części uregulowany, w większości obrośnięty pasem drzew i krzewów. Z okolicznych pól i pastwisk przybiera szereg drobnych dopływów. W środkowym i dolnym biegu spływa wśród luźno rozrzuconej zabudowy wsi Wędrynia.